# Toyota Industries Shining Vega
I Toyota Industries Shining Vega (豊田自動織機シャイニングベガ?, Toyota Jidō Shokki Shainingu Bega) sono una squadra di softball femminile giapponese con sede a Kariya, Aichi. Sono membri della West Division della Japan Diamond Softball League (JD.League).

## Storia
Gli Shining Vega furono fondati nel 1952 come squadra di softball della Toyota Industries.
La Japan Diamond Softball League (JD.League) fu fondata nel 2022, e gli Shining Vega si unirono alla nuova lega come membri della West Division.

## Roster attuale
Aggiornato all'aprile 2022.
| Ruolo         | N.         | Nome               | Età        | Altezza             | Batte      | Lancia     | Note                               |
| Giocatrici    | Giocatrici | Giocatrici         | Giocatrici | Giocatrici          | Giocatrici | Giocatrici | Giocatrici                         |
| ------------- | ---------- | ------------------ | ---------- | ------------------- | ---------- | ---------- | ---------------------------------- |
| Lanciatrici   | 12         | Nao Akimoto        | 30 anni    | 172 cm (5 ft 8 in)  | Sinistro   | Destro     |                                    |
| Lanciatrici   | 17         | Nana Hara          | 29 anni    | 171 cm (5 ft 7 in)  | Destro     | Destro     |                                    |
| Lanciatrici   | 19         | Yuki Eto           | 30 anni    | 174 cm (5 ft 9 in)  | Destro     | Destro     |                                    |
| Lanciatrici   | 44         | Dallas Escobedo    | 32 anni    | 183 cm (6 ft 0 in)  | Destro     | Destro     | Giocatrice ai Giochi Olimpici 2020 |
| Ricevitrici   | 8          | Momoka Ikegami     | 21 anni    | 165 cm (5 ft 5 in)  | Sinistro   | Destro     |                                    |
| Ricevitrici   | 13         | Sakura Fukushige   | 24 anni    | 163 cm (5 ft 4 in)  | Sinistro   | Destro     |                                    |
| Ricevitrici   | 33         | Nana Kabayama      | 28 anni    | 159 cm (5 ft 3 in)  | Destro     | Destro     |                                    |
| Ricevitrici   | 77         | Chelsea Goodacre   | 31 anni    | 165 cm (5 ft 5 in)  | Sinistro   | Destro     |                                    |
| Interne       | 1          | Shiho Suto         | 26 anni    | 165 cm (5 ft 5 in)  | Sinistro   | Destro     |                                    |
| Interne       | 4          | Remi Miyamoto      | 25 anni    | 159 cm (5 ft 3 in)  | Sinistro   | Destro     |                                    |
| Interne       | 5          | Akane Tai          | 30 anni    | 178 cm (5 ft 10 in) | Destro     | Destro     |                                    |
| Interne       | 6          | Mahiro Takenaka    | 28 anni    | 159 cm (5 ft 3 in)  | Sinistro   | Destro     |                                    |
| Interne       | 7          | Haruna Moriyama    | 27 anni    | 163 cm (5 ft 4 in)  | Sinistro   | Destro     |                                    |
| Interne       | 14         | Ai Ohira           | 29 anni    | 157 cm (5 ft 2 in)  | Sinistro   | Destro     |                                    |
| Interne       | 26         | Honoka Konno       | 25 anni    | 157 cm (5 ft 2 in)  | Sinistro   | Destro     |                                    |
| Esterne       | 2          | Sui Watanabe       | 25 anni    | 161 cm (5 ft 3 in)  | Destro     | Destro     |                                    |
| Esterne       | 9          | Ayane Nakagawa     | 26 anni    | 169 cm (5 ft 7 in)  | Sinistro   | Destro     |                                    |
| Esterne       | 10         | Sayu Kanae         | 30 anni    | 168 cm (5 ft 6 in)  | Sinistro   | Sinistro   |                                    |
| Esterne       | 11         | Yuka Sato          | 27 anni    | 167 cm (5 ft 6 in)  | Destro     | Destro     |                                    |
| Esterne       | 24         | Mahiru Kawano      | 21 anni    | 162 cm (5 ft 4 in)  | Sinistro   | Sinistro   |                                    |
| Staff tecnico |            |                    |            |                     |            |            |                                    |
| Manager       | 30         | Shinichi Nagayoshi | 53 anni    | -                   | -          | -          |                                    |
| Coach         | 31         | Yasutoshi Yamasaki | 48 anni    | -                   | -          | -          |                                    |
| Coach         | 32         | Debbie Schneider   | 58 anni    | -                   | -          | -          |                                    |